# Saa gik 1947
|  | Denne artikel er oprettet af botten Steenthbot ud fra en ekstern database. Den kan derfor have sproglige fejl eller mangler. Denne skabelon kan fjernes efter kontrol af indholdet. |

Saa gik 1947 er en dansk dokumentarisk optagelse fra 1947.

## Handling
Magasin du Nords årsrevy 1947:

1) Personaleforeningens store nytårsfest i Odd Fellow Palæet. Revykunstnere, balletdansere og musikere optræder for Magasins ansatte. Dans og dansekonkurrence, samt kåringen af den første "Frk. Magasin".

2) Kunstforeningens årlige bortlodning af værker.

3) Nye varer er ankommet til Magasin: natskjorter. Den Gyldenblonde kommenterer på natskjorte-køen i Personaleforeningens 'Stjerne-Aften' i Odd Fellow Palæet. Jens Frederik Lawaetz præsenterer indslagene.

4) Forårsudstillingen med modetøj, nyudsprungne træer og fulge, der pipper. Pga. typografstrejken har Magasin lavet sin egen nyhedstjeneste på en tavle i stormagasinet.

5) Den 14. marts er der mannequinopvisning for personalet. Hr. Engelbert kommenterer.

6) Det store arbejde med at fjerne de grimme bunkers fra krigens dage går endelig i gang i april måned.

7) Den 20. april døde Kong Christian X. Han bisættes fra Christiansborg Slotskirke. Sørgeoptog gennem Københavns gader.

8) Kronprins Frederik IX udråbes til konge af Danmark af statsminister Knud Kristensen. Kongen holder tale for de tusindvis af fremmødte på Christiansborg Slotsplads.

9) Det er sommer, og turisterne er på ferie i København. Magasin har etableret en serviceskranke til turisterne og udstiller souvenirs. Mange af de allieredes soldater holder ferie i Danmark.

10) Direktør Hans Georg Raaschou i uniform rejser sammen med Erhardt Petersen afsted til den russiske zone i det besatte Tyskland for at diskutere leverance af længe efterspurgte varer.

11) Den samlede bestyrelse mødes for første gang efter krigen til generalforsamling den 25. august. William Vett er rejst til fra USA. Bestyrelsens medlemmer præsenteres: Bestyrelsesforman dir. Reinhardt, dir. William Vett, dir. Schibler, dir. Raaschou, dir. Kornerup, dir. Jørgensen, dir. Bøgelund Jensen, dir. Villadsen, baron Ernst Wedell-Wedellsborg, dir. Jerichau, dir. Carl Vett og højesteretssagfører Knutson.

12) Pelsudstilling i hovedhallen.

13) Uldgarn er i 1947 en sjælden vare, og køen er så lang, at den sidste kunde først er ekspederet ved midnatstid.

14) Årets personalerevy har titlen "Uden omsvøb".

15) Den 8. december åbner Magasin et udsalg i Tyskland - dog kun til Den danske Brigade.

16) Årets juleudstilling er bygget over "Okker-Gokker-Gummiklokker".

## Medvirkende
- Povl Sabroe
- Jens Frederik Lawaetz
- Kong Frederik IX
- Prins Knud